# Fishwick
Fishwick är en stadsdel i Preston, i distriktet Preston, i grevskapet Lancashire, i England. Stadsdelen hade 5 784 invånare år 2011. Fishwick var en civil parish 1866–1894 när blev den en del av Preston. Civil parish hade 3 427 invånare år 1891. Byn nämndes i Domedagsboken (Domesday Book) år 1086, och kallades då Fiscuic.